# Sistema de unidade geometrizada
Um sistema de unidade geometrizada ou sistema de unidade geométrica é um sistema de unidades naturais no qual as unidades físicas básicas são escolhidas de tal modo que a velocidade da luz, c, e a constante gravitacional, G, são ajustadas como iguais à unidade.
{\displaystyle c=1\ }
{\displaystyle G=1\ }
O sistema de unidade geometrizada não é um sistema completamente definido ou sistema único: latitude é deixada para ajustar igualmente outras constantes à unidade. Pode-se, por exemplo, também ajustar a constante de Boltzmann, k, e a constante de força de Coulomb, kC, à unidade.
{\displaystyle k=1\ }
{\displaystyle k_{C}={\frac {1}{4\pi \epsilon _{0}}}=1}
Estabelecendo-se a constante de Dirac (também chamada a "constante de Planck reduzida"), {\displaystyle \hbar \ }, à unidade resulta nas unidades de Planck.
{\displaystyle \hbar =1\ }
Este sistema é útil em física, especialmente nas teorias da relatividade especial (ou restrita) e geral. Todas as grandezas física são identificadas com grandezas geométricas tais como áreas, comprimentos, números adimensionais, caminhos em curvatura, ou curvaturas seccionais.
Muitas equações em física relativística aparentam mais simples quando expressas em unidades geométricas, porque todas as ocorrências de explicitação G ou c são abandonadas na troca da unidade. Por exemplo, o raio de Schwarzschild de um buraco negro sem rotação, sem carga e com massa m, torna-se simplesmente r = 2m. Entretanto, muitos livros e artigos científicos sobre física relativística usam somente unidades geométricas. Um sistema alternativo de unidades geometrizadas é frequentemente usado em física de partículas e cosmologia, no qual estabelece-se {\displaystyle 8\pi G=1} no lugar. Isto introduz um fator adicional de 8π na lei da gravitação universal de Newton, mas simplifica as equações de Einstein, a ação de Einstein-Hilbert, as equações de Friedmann e a equação de Poisson Newtoniana por remover o fator correspondente.

## Conversões
|    | m                      | kg                   | s                      | C                      | K                        |
| -- | ---------------------- | -------------------- | ---------------------- | ---------------------- | ------------------------ |
| m  | 1                      | c2/G [kg/m]          | 1/c [s/m]              | c2/(G/(4πε0))1/2 [C/m] | c4/(GkB) [K/m]           |
| kg | G/c2 [m/kg]            | 1                    | G/c3 [s/kg]            | (G 4πε0)1/2 [C/kg]     | c2/kB [K/kg]             |
| s  | c [m/s]                | c3/G [kg/s]          | 1                      | c3/(G/(4πε0))1/2 [C/s] | c5/(GkB) [K/s]           |
| C  | (G/(4πε0))1/2/c2 [m/C] | 1/(G 4πε0)1/2 [kg/C] | (G/(4πε0))1/2/c3 [s/C] | 1                      | c2/(kB(G 4πε0)1/2) [K/C] |
| K  | GkB/c4 [m/K]           | kB/c2 [kg/K]         | GkB/c5 [s/K]           | kB(G 4πε0)1/2/c2 [C/K] | 1                        |

## Grandezas geométricas
| Grandeza             | Dimensão no SI | Dimensão geométrica | Fator multiplicativo |
| -------------------- | -------------- | ------------------- | -------------------- |
| Comprimento          | [L]            | [L]                 | 1                    |
| Tempo                | [T]            | [L]                 | c                    |
| Massa                | [M]            | [L]                 | G c−2                |
| Velocidade           | [L T−1]        | 1                   | c−1                  |
| Velocidade angular   | [T−1]          | [L−1]               | c−1                  |
| Aceleração           | [L T−2]        | [L−1]               | c−2                  |
| Energia              | [M L2 T−2]     | [L]                 | G c−4                |
| Densidade de energia | [M L−1 T−2]    | [L−2]               | G c−4                |
| Momento angular      | [M L2 T−1]     | [L2]                | G c−3                |
| Força                | [M L T−2]      | 1                   | G c−4                |
| Potência             | [M L2 T−3]     | 1                   | G c−5                |
| Pressão              | [M L−1 T−2]    | [L−2]               | G c−4                |
| Densidade            | [M L−3]        | [L−2]               | G c−2                |
| Carga elétrica       | [I T]          | [L]                 | G1/2 c−2 (4πε0)−1/2  |
| Potencial elétrico   | [M L2 T−3 I−1] | 1                   | G1/2 c−2 (4πε0)1/2   |
| Campo elétrico       | [M L T−3 I−1]  | [L−1]               | G1/2 c−2 (4πε0)1/2   |
| Campo magnético      | [M T−2 I−1]    | [L−1]               | G1/2 c−1 (4πε0)1/2   |
| Vetor potencial      | [M L T−2 I−1]  | 1                   | G1/2 c−1 (4πε0)1/2   |